# Джин Джин
Джени Беннетт (англ. Janée Bennett), наиболее известная как, Джин Джин (а также Jin Jin and the Ragdolls) — британская певица из Стокпорта.

## Личная жизнь
Отец Беннетт Гэри — бывший профессиональный футболист.

## Карьера
В 2001 году в возрасте 18 лет Беннетт поступила в Манчестерский колледж Харриса, по окончании которого получила диплом менеджмента в области музыки и медиа.
В 2003 году подписала контракт с Windswept Music UK. Появилась в двух выпусках шоу BBC Fame Academy, но не прошла туда. Впоследствии получила диплом бакалавра в области музыки и маркетинга и позировала для таких брендов, как Agent Provocateur и DKNY.
В сентябре 2008 года записала вместе с Roll Deep сингл «Do Me Wrong», вошедший в их альбом Return of the Big Money Sound. В октябре 2009 года на лейбле Moshi Moshi Records Джин Джин выпустила свой дебютный сингл «Sex in the City» (при продюсировании Bless Beats). NME описал этот трек как «грубый, свежий и своего рода блестящий». Свою версию на эту песню записал рэпер Тинчи Страйдер. The Guardian назвала певицу «новым брендом недели». Журналист Пол Лестер описал её как «более грубую версию глянцевого американского R&B» и «новую женщину урбан-культуры наряду с Пикси, Александрой Бёрк, Алишой Диксон и Lady Sovereign с помесью Пинк и Линды Перри».
В 2012 году Беннетт взяла себе псевдоним Jin Jin and the Ragdolls и начала работать над альбомом под названием Rhythm Homicide вместе с продюсером Bless Beats Джегзом Кунером. В июле 2012 года выпустила сингл «Cashpoint Drama» (записанный при участии Микилла Пейна), вслед за которым последовали «Love in Sin City», вышедший в сентябре 2012 и «Whistle at Me» (записанный при участии Уайли), выпущенный в ноябре того же года. В октябре 2013 года Беннетт издала сингл «Fire Me Up», который был уже выпущен под псевдонимом Джин Джин (англ. Jin Jin). Сотрудничала с группой Polar Bear при записи их сингла «Cuckoo», выпущенного в октябре 2014 года.
Является подопечной лейбла Universal Music Publishing Group в качестве автора-исполнителя. Встретив сокурсницу по колледжу Джесс Глинн, вместе с продюсером Bless Beats начала работать над песнями Глинн для её дебютного альбома; одна из этих песен, «Right Here», в 2014 году смогла попасть в чарты Великобритании. Также выступила автором песни Глинн и Clean Bandit, «Real Love», и сингла «Drunk and Incapable» для Krishane и Мелиссы Стил (оба сингла вышли в 2014 году). В дальнейшем она продолжила писать песни для таких групп и исполнителей, как Тамера Фостер, Эйнджел Хейз, Little Mix и Олли Мерс.

## Дискография
- «Do Me Wrong[англ.]» (2008) совместно с (Roll Deep)
- «Sex in the City» (2009) (совместно с Bless Beats)
- «Cashpoint Drama» (2012) (совместно с Микилл Пейном)
- «Love in Sin City» (2012)
- «Whistle at Me» (2012) (совместно с Уайли)
- «Fire Me Up» (2013)
- «Cuckoo» (2014) (совместно с  Polar Bear)
- «Break Loose» (2015) (совместно с Televisor и Splitbreed)